# Fubuki Kuno
Fubuki Kuno (jap. 久野 吹雪, Kuno Fubuki; * 27. Dezember 1989 in Fujisawa) ist eine japanische Fußballspielerin.

## Karriere

### Verein
Kuno spielte in der Jugend für die Musashigaoka College. Sie begann ihre Karriere bei INAC Kōbe Leonessa, wo sie von 2010 bis 2011 spielte. 2012 folgte dann der Wechsel zu Iga FC Kunoichi. 2018 folgte dann der Wechsel zu Nojima Stella Kanagawa Sagamihara.

### Nationalmannschaft
Kuno wurde 2013 in den Kader der japanischen Nationalmannschaft berufen und kam bei der Algarve-Cup 2013 zum Einsatz. Kuno absolvierte ihr erstes Länderspiel für die japanischen Nationalmannschaft am 6. März gegen Norwegen.

## Errungene Titel
- Nihon Joshi Soccer League: 2011